# Parafia Niepokalanego Serca Najświętszej Maryi Panny w Pustynach
Parafia Niepokalanego Serca Najświętszej Maryi Panny w Pustynach – parafia rzymskokatolicka, znajdująca się w archidiecezji przemyskiej, w dekanacie Miejsce Piastowe. 

## Historia
W 1990 roku w Pustynach z inicjatywy ks. prał. Jana Szpunara, dawny punkt katechetyczny zaadaptowano na kplicę mszalną. W 1992 roku zbudowano ołtarz polowy na parceli Wandy Tomkiewicz, która następnie parcelę i dom przekazała na rzecz parafii. 26 czerwca 1994 roku ks. inf. Stanisław Zygarowicz poświęcił plac pod budowę kościoła, a następnie rozpoczęto budowę nowego kościoła, według projektu arch. inż. Fryderyka Liputa. 14 czerwca 1996 roku abp Józef Michalik wmurował kamień węgielny. 
28 czerwca 1998 roku abp Józef Michalik dokonał konsekracji kościoła, a także została erygowana parafia z wydzielonego terytorium parafii Krościenko Wyżne.
Na terenie parafii jest 1330 wiernych (w tym: Pustyny – 920, Zalesie – 410).
Proboszczowie parafii:
1998–2000. ks. Stanisław Misiak.
2000– nadal ks. Tadeusz Osiński.